# Leichtathletik-Weltmeisterschaften 1999/Dreisprung der Frauen

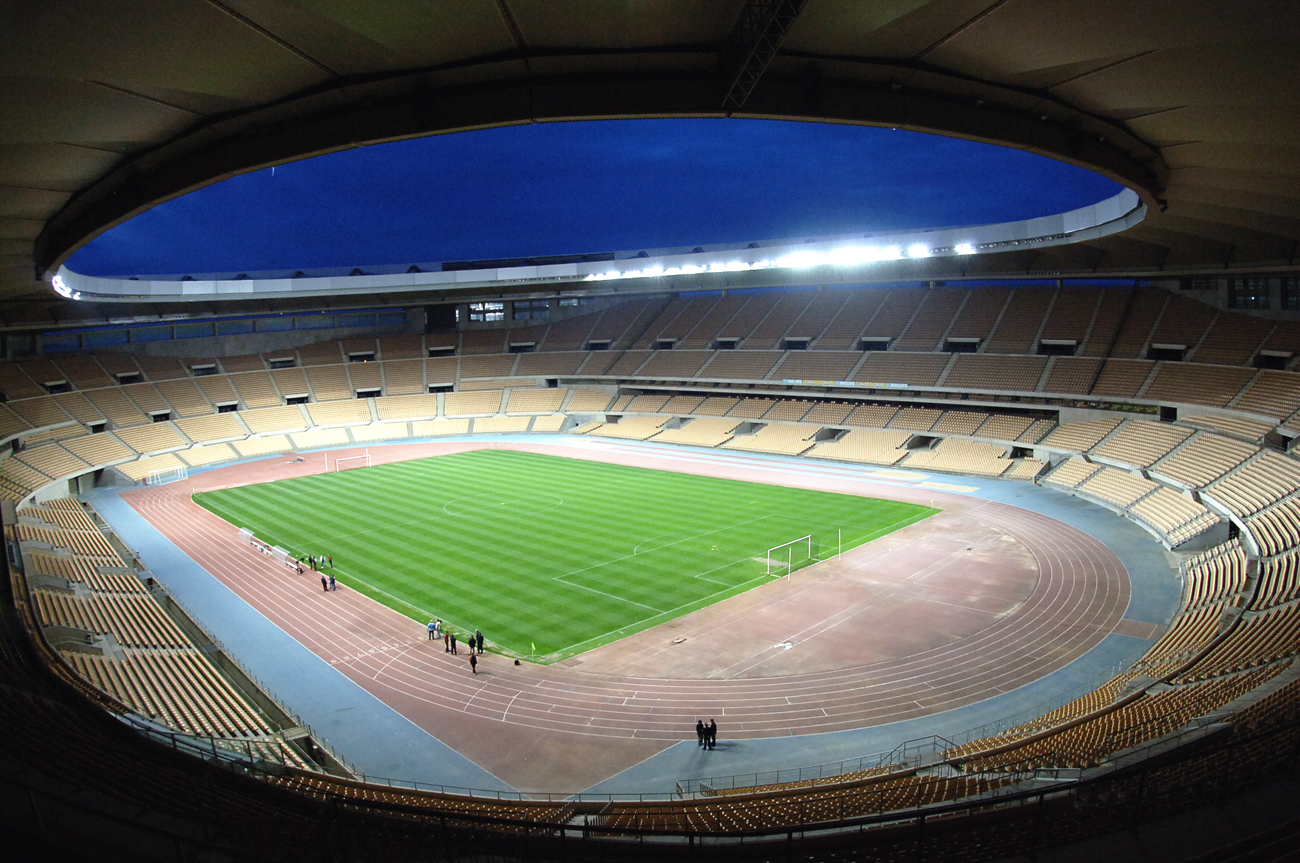
Das Olympiastadion von Sevilla im Jahr 2011

Der Dreisprung der Frauen bei den Leichtathletik-Weltmeisterschaften 1999 wurde am 22. und 24. August 1999 im Olympiastadion der spanischen Stadt Sevilla ausgetragen.
In diesem Wettbewerb errangen die griechischen Dreispringerinnen mit Gold und Bronze zwei Medaillen. Weltmeisterin wurde Paraskevi Tsiamita, die in der Qualifikation eine neue Weltjahresbestleistung aufstellte. Sie gewann vor der kubanischen Siegerin der Panamerikanischen Spiele 1999 Yamilé Aldama. Bronze ging an die amtierende Europameisterin Olga Vasdeki.

## Bestehende Rekorde
| Weltrekord               | 15,50 m | Inessa Krawez | WM 1995 in Göteborg, Schweden | 10. August 1995 |
| Weltmeisterschaftsrekord | 15,50 m | Inessa Krawez | WM 1995 in Göteborg, Schweden | 10. August 1995 |

Der bestehende WM-Rekord wurde bei diesen Weltmeisterschaften nicht eingestellt und nicht verbessert.
In der Qualifikation am 22. August wurden folgender Rekorde und Bestleistungen aufgestellt.
- Weltjahresbestleistung:
  - 15,07 m – Paraskevi Tsiamita (Griechenland), Qualifikationsgruppe A
- Landesrekorde:
  - 14,30 m – Baya Rahouli (Algerien), Qualifikationsgruppe B
  - 13,84 m – Viktoriya Brigadnaya (Turkmenistan), Qualifikationsgruppe B

## Windbedingungen
In den folgenden Ergebnisübersichten sind die Windbedingungen zu den einzelnen Sprüngen benannt. Der erlaubte Grenzwert liegt bei zwei Metern pro Sekunde. Bei stärkerer Windunterstützung wird die Weite für den Wettkampf gewertet, findet jedoch keinen Eingang in Rekord- und Bestenlisten.
Kein Sprung in diesem Wettbewerb wurde von einem unzulässigen Rückenwind unterstützt.

## Legende
Kurze Übersicht zur Bedeutung der Symbolik – so üblicherweise auch in sonstigen Veröffentlichungen verwendet:
| –   | verzichtet                                  |
| x   | ungültig                                    |
| NWI | keine Windinformation (No Wind Information) |

## Qualifikation
22. August 1999, 19:00 Uhr
25 Teilnehmerinnen traten in zwei Gruppen zur Qualifikationsrunde an. Die Qualifikationsweite für den direkten Finaleinzug betrug 14,20 m. Genau zwölf Athletinnen übertrafen diese Marke (hellblau unterlegt). So musste das Finalfeld nicht weiter aufgefüllt werden und diese Springerinnen traten zwei Tage später zum Finale an.

### Gruppe A

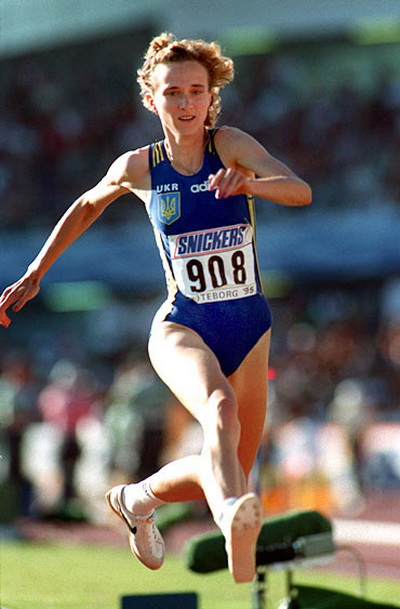
Die Weltrekordinhaberin und Weltmeisterin von 1995 Inessa Krawez hatte nicht mehr die große Form früherer Jahre und schied mit 13,49 m in der Qualifikation aus

| Platz | Name                   | Nation              | Resultat (m) | 1. Versuch (m) Wind (m/s) | 2. Versuch (m) Wind (m/s) | 3. Versuch (m) Wind (m/s) |
| 1     | Paraskevi Tsiamita     | Griechenland        | 15,07 WL     | 15,07 / −0,6              | –                         | –                         |
| 2     | Iwa Prandschewa        | Bulgarien           | 14,39        | 13,14 / +0,5              | 14,39 / −0,2              | –                         |
| 3     | Oxana Rogowa           | Russland            | 14,30        | 14,16 / −0,7              | 14,30 / −0,2              | –                         |
| 4     | Yamilé Aldama          | Kuba                | 14,29        | 14,29 / −0,1              | –                         | –                         |
| 5     | Adelina Gavrilă        | Rumänien            | 14,20        | 14,02 / +0,4              | 14,20 / +0,5              | –                         |
| 6     | Françoise Mbango Etone | Frankreich          | 14,12        | 14,10 / +0,9              | 13,92 / −0,3              | 14,12 / +0,1              |
| 7     | Eva Dolezalová         | Tschechien          | 14,11        | 13,87 / −0,7              | x                         | 14,11 / −0,1              |
| 8     | Ren Ruiping            | Volksrepublik China | 13,90        | 13,25 / −0,2              | 13,90 / +0,1              | 13,87 / +0,2              |
| 9     | Natallja Safronawa     | Belarus             | 13,89        | 13,57 / ±0,0              | 13,89 / −0,5              | 13,71 / −0,1              |
| 10    | Stacey Bowers          | USA                 | 13,58        | 13,58 / −0,3              | 12,98 / ±0,0              | 13,57 / −0,1              |
| 11    | Inessa Krawez          | Ukraine             | 13,49        | 12,91 / +0,3              | x                         | 13,49 / −0,3              |
| 12    | Anja Valant            | Slowenien           | 13,06        | x                         | 13,06 / −0,3              | x                         |
| DNS   | Suzette Lee            | Jamaika             |              |                           |                           |                           |

### Gruppe B
| Platz | Name                 | Nation              | Resultat (m) | 1. Versuch (m) Wind (m/s) | 2. Versuch (m) Wind (m/s) | 3. Versuch (m) Wind (m/s) |
| 1     | Cristina Nicolau     | Rumänien            | 14,47        | 14,47 / +0,7              | –                         | –                         |
| 2     | Baya Rahouli         | Algerien            | 14,30 NR     | x                         | 14,30 / −0,4              | –                         |
| 3     | Ashia Hansen         | Großbritannien      | 14,28        | 14,28 / +1,0              | –                         | –                         |
| 4     | Olga Vasdeki         | Griechenland        | 14,27        | 13,88 / −0,9              | 13,21 / −0,4              | 14,27 / ±0,0              |
| 5     | Tatjana Lebedewa     | Russland            | 14,26        | 14,26 / −0,2              | –                         | –                         |
| 6     | Šárka Kašpárková     | Tschechien          | 14,22        | 14,10 / −0,9              | x                         | 14,22 / −0,2              |
| 7     | Olena Howorowa       | Ukraine             | 14,21        | 14,21 / ±0,0              | –                         | –                         |
| 8     | Miao Chunqing        | Volksrepublik China | 13,92        | x                         | 13,92 / −0,5              | 13,53 / −0,5              |
| 9     | Kéné Ndoye           | Senegal             | 13,90        | 13,66 / +0,9              | x                         | 13,90 / +1,3              |
| 10    | Viktoriya Brigadnaya | Turkmenistan        | 13,84 NR     | x                         | 13,84 / ±0,0              | 13,67 / ±0,0              |
| 11    | Wu Lingmei           | Volksrepublik China | 13,83        | 13,56 / −0,4              | x                         | 13,83 / −0,2              |
| 12    | Heli Koivula Kruger  | Finnland            | 13,33        | 13,33 / −0,1              | x                         | 12,92 / −0,3              |
| NM    | Concepción Paredes   | Spanien             | ogV          | x                         | x                         | x                         |

## Finale
24. August 1999, 19:45 Uhr
| Platz | Name               | Nation         | Resultat (m) | 1. Versuch (m) Wind (m/s) | 2. Versuch (m) Wind (m/s) | 3. Versuch (m) Wind (m/s) | 4. Versuch (m) Wind (m/s)                     | 5. Versuch (m) Wind (m/s)                     | 6. Versuch (m) Wind (m/s)                     |
| 1     | Paraskevi Tsiamita | Griechenland   | 14,88        | 14,88 / +0,2              | x                         | 14,59 / +0,7              | x                                             | 14,39 / –+0,1                                 | x                                             |
| 2     | Yamilé Aldama      | Kuba           | 14,61        | 14,34 / −0,1              | 14,61 / −0,4              | 12,87 / +0,7              | 14,32 / +0,1                                  | 14,21 / −0,2                                  | 12,73 / +0,1                                  |
| 3     | Olga Vasdeki       | Griechenland   | 14,61        | x                         | x                         | 14,20 / −0,4              | 14,33 / +0,3                                  | 14,61 / +0,2                                  | x                                             |
| 4     | Tatjana Lebedewa   | Russland       | 14,55        | 14,01 / −0,3              | 14,40 / ±0,0              | 14,55 / +0,7              | 14,49 / +0,1                                  | x                                             | 14,47 / +0,9                                  |
| 5     | Iwa Prandschewa    | Bulgarien      | 14,54        | x                         | 14,54 / ±0,0              | 14,32 / +0,3              | 14,18 / +0,1                                  | x                                             | 14,36 / −0,4                                  |
| 6     | Šárka Kašpárková   | Tschechien     | 14,54        | 14,54 / +1,2              | 14,33 / −0,3              | 14,23 / +0,2              | 14,34 / −0,3                                  | 14,08 / NWI                                   | 14,25 / +0,2                                  |
| 7     | Olena Howorowa     | Ukraine        | 14,47        | x                         | 14,30 / ±0,0              | 14,47 / −0,3              | 13,94 / −0,5                                  | x                                             | 14,03 / ±0,0                                  |
| 8     | Cristina Nicolau   | Rumänien       | 14,38        | 14,38 / +0,4              | 12,66 / −0,3              | 13,96 / +0,7              | 13,51 / −0,1                                  | x                                             | 14,33 / +1,0                                  |
| 9     | Oxana Rogowa       | Russland       | 14,16        | 14,07 / −0,5              | 14,16 / −0,1              | 14,10 / ±0,0              | nicht im Finale der besten acht Springerinnen | nicht im Finale der besten acht Springerinnen | nicht im Finale der besten acht Springerinnen |
| 10    | Baya Rahouli       | Algerien       | 14,00        | 13,78 / −0,7              | 13,96 / ±0,0              | 14,00 / +0,7              | nicht im Finale der besten acht Springerinnen | nicht im Finale der besten acht Springerinnen | nicht im Finale der besten acht Springerinnen |
| 11    | Adelina Gavrilă    | Rumänien       | 13,87        | 13,87 / −0,2              | 13,81 / −0,1              | 13,46 / +0,1              | nicht im Finale der besten acht Springerinnen | nicht im Finale der besten acht Springerinnen | nicht im Finale der besten acht Springerinnen |
| 12    | Ashia Hansen       | Großbritannien | 13,39        | x                         | x                         | 13,39 / −0,4              | nicht im Finale der besten acht Springerinnen | nicht im Finale der besten acht Springerinnen | nicht im Finale der besten acht Springerinnen |

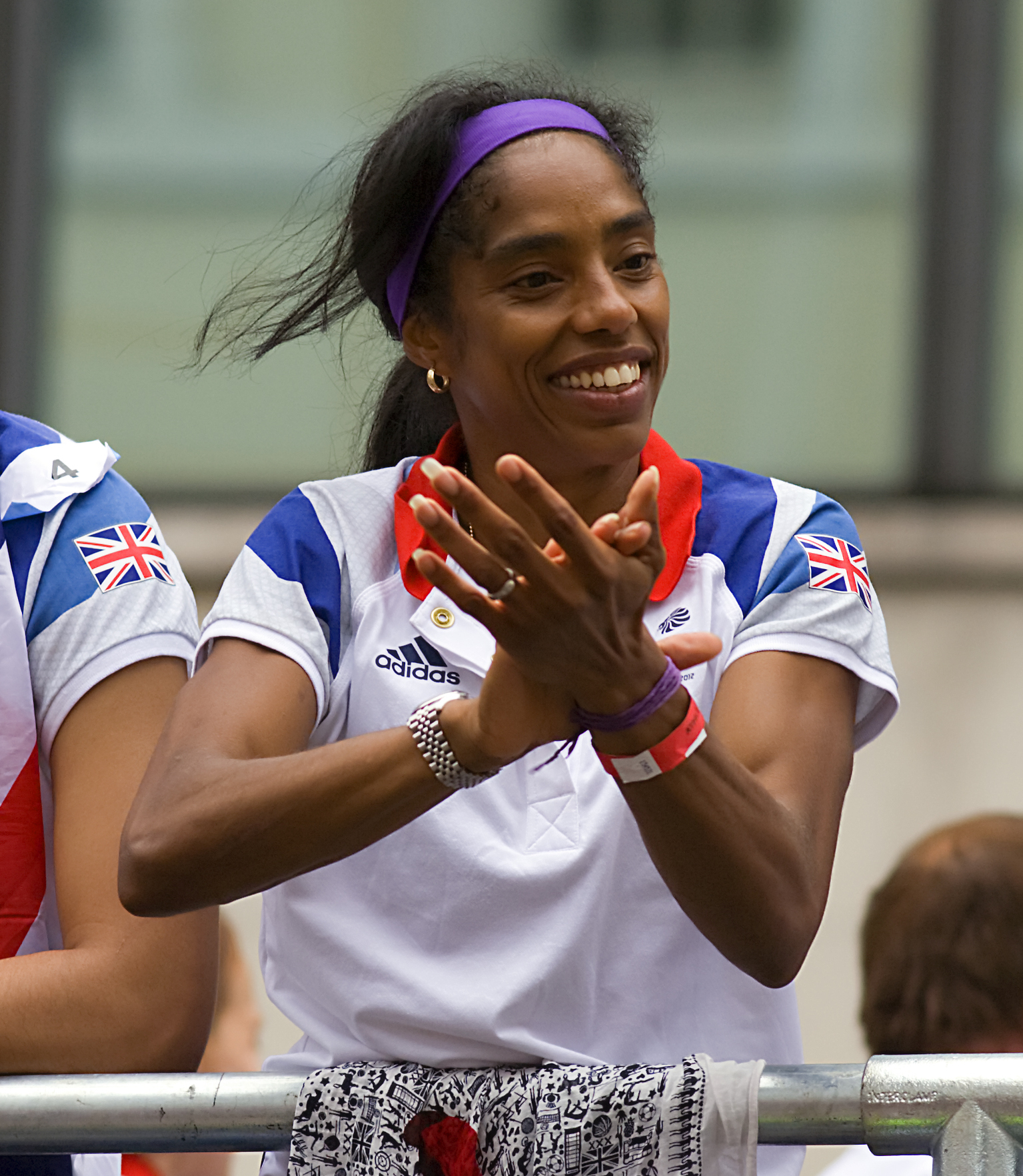
Vizeweltmeisterin Yamilé Aldama
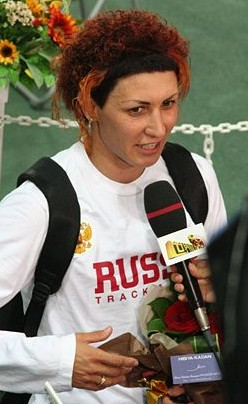
Tatjana Lebedewa blieb als Vierte hier noch ohne Medaille – in den kommenden Jahren errang sie große Erfolge
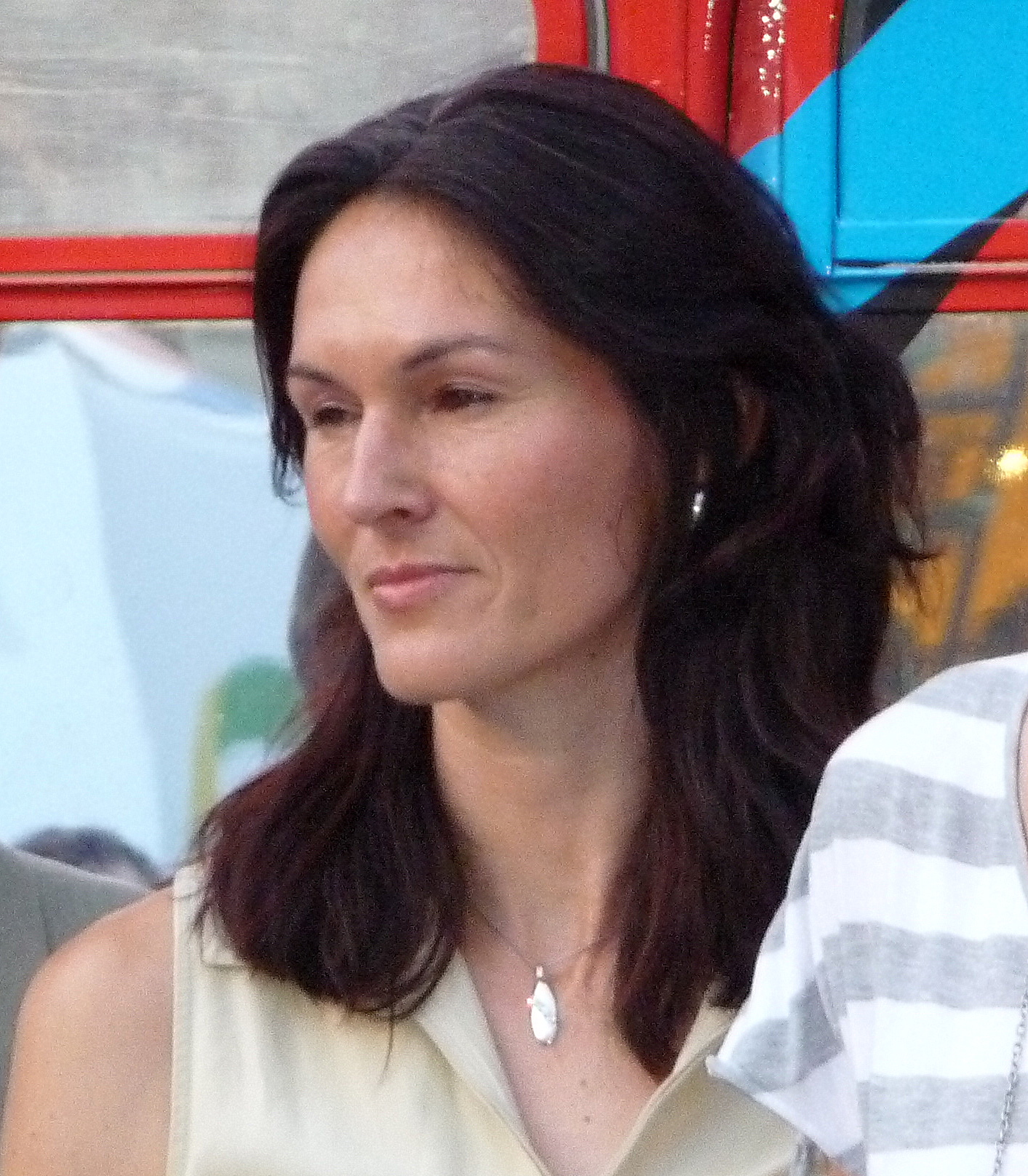
Titelverteidigerin Šárka Kašpárková, 1996 Olympiazweite und 1998 Vizeeuropameisterin, belegte Rang sechs

## Video
- 1999 Triple Jump Women Paraskeví Tsiamíta 14 67 auf youtube.com, abgerufen am 30. Juli 2020